# Всемирный конгресс сторонников мира
Всемирный конгресс сторонников мира — первый международный конгресс сторонников мира, прошедший 20—25 апреля 1949 года в Париже и Праге.

## История
В конгрессе участвовало 2 065 делегатов, представлявших 72 страны и 561 национальную организацию. Изначально конгресс хотели провести в Париже, но французы решили помешать проведению конгресса, отказав в визах делегатам из Китая, Польши, Болгарии и прочих стран. Чтобы решить созданную французами проблему, конгресс решено было провести одновременно в Париже и Праге. Инициаторами конгресса явились Международный комитет связи деятелей культуры в защиту мира и Международная демократическая федерация женщин. 
Конгресс принял манифест, который призывал народы к борьбе за мир. На конгрессе также был избран руководящий орган Движения сторонников мира (с 1950 года — Всемирный совет мира).
Эмблема этого конгресса была нарисована Пабло Пикассо, на ней изображён белый голубь, несущий в клюве оливковую ветвь.
Второй международный конгресс проходил в Варшаве.

## Выступления и доклады на конгрессе
Первый день
- Вступительная речь профессора Фредерика Жолио-Кюри
- Доклад председателя итальянской делегации Пьетро Ненни
- Доклад Ива Фаржа (Франция)
- Выступление Поля Робсона (США)
- Выступление Яна Дрды (Чехословакия)

Второй день
- Послание пражской части Всемирного конгресса сторонников мира
- Доклад Александра Фадеева (СССР)
- Доклад Эжени Коттон (Международная демократическая федерация женщин)
- Выступление Стефана Дембовского (Польша)
- Доклад Висенте Ломбардо Толедано (Конфедерация трудящихся Латинской Америки)
- Выступление Альберта Берецки (Венгрия)
- Выступление Мирты Агирре (Куба)
- Выступление Сильвио Дзордзи (Италия)
- Выступление Иозефа Плойгара (Чехословакия)
- Выступление Элизабет Аллен (Англия)
- Выступление Алоиза Неймана (Чехословакия)

Третий день
- Доклад Китти Хукхэм (Всемирная федерация демократической молодёжи)
- Выступление митрополита Крутицкого и Коломенского Николая (Ярушевича) (СССР)
- Выступление Цолы Драгойчевой (Болгария)
- Выступление Дональда Гендерсона (США)
- Выступление Варнке Геберта (Всемирная федерация профсоюзов)
- Выступление Габриэля д’Арбусье (Африка)
- Доклад Франсуазы Леклерк (Франция)
- Выступление Любови Космодемьянской (СССР)
- Выступление Мельпо Аксиоти (Греция)
- Выступление профессора Яна Мукаржовского (Чехословакия)
- Выступление Михаила Садовяну (Румыния)
- Выступление Тай Ти-Льен (Вьетнам)
- Выступление Поля Мелиса (Франция)
- Выступление Иржи Гронека (Международный — союз журналистов)
- Выступление Ахмеда Реда Хуху (Алжир)
- Выступление Андре Мандуза (Алжир)
- Выступление Эдуарда Хейберга (Дания)
- Выступление Миннеолы Ингерсолл (США)
- Выступление Кайо Прадо (Бразилия)
- Выступление Фернандеса Ордонеса (Аргентина)
- Выступление Меира Яари (Израиль)
- Выступление доктора Боаса (Голландия)
- Выступление Го Мо-жо (Китай)
- Выступление Зинаиды Гагариной (СССР)

Четвёртый день
- Выступление Джона Вуда (Англия)
- Выступление Джемса Эндикотта (Канада)
- Выступление Бенито Марианетти (Аргентина)
- Выступление Ирмы Кармен Отар (Аргентина)
- Выступление Героя Советского Союза Алексея Маресьева (СССР)
- Выступление профессора Макса Козинса (Бельгия)
- Выступление профессора Андре Боннара (Швейцария)
- Выступление Нури Будали (Тунис)
- Выступление Руперта Локвуда (Австралия)
- Выступление Франсуа Аллушери (Франция)
- Выступление Александра Абуша (Германия)
- Выступление Василия Амосова (СССР)
- Выступление Хулии Аревало де Роче (Уругвай)
- Выступление Уильяма Равакаривони (Мадагаскар)
- Выступление Лео Кржицкого (США)
- Выступление Януша Заржицкого (Польша)
- Выступление Антуана Табэта (Ливан)
- Выступление Ильи Эренбурга (СССР)
- Выступление Луи Мартеи-Шофье (Франция)
- Выступление Джузеппе Доцца (Италия)
- Выступление Алексея Фёдорова (СССР)
- Выступление Хьюлетта Джонсона (Англия)
- Выступление Хуана Маринелло (Куба)
- Выступление Алхела Галарса (Испания)
- Выступление Мими Свердруп-Лунден (Норвегия)
- Выступление Арнольда Цвейга (Германия)
- Выступление Реджинальда Берча (Англия)
- Выступление Константина Борина (СССР)
- Выступление Чимназ Аслановой (СССР)

Пятый день
- Выступление Ги Аббаса (Французская Африка)
- Выступление Ираджа Искандери (Иран)
- Выступление Эмилианы Брэнфо (Бельгия)
- Выступление Джона Плэттс-Миллса (Англия)
- Выступление Титта Руффо (Италия)
- Выступление Хан Сер Я (Корея)
- Выступление Манола Кономи (Албания)
- Выступление Мориса де Барраля (Франция)
- Выступление Шона Нолана (Северная Ирландия)
- Выступление Иосифа Громана (Международный союз студентов)
- Выступление Джины Бореллини (Италия)
- Выступление Р. Джамбекара (Индия)
- Выступление Гезы Лошонди (Венерия)
- Выступление Вячеслава Волгина (СССР)
- Выступление Махмуда Хуссейна (Египет)
- Выступление Питера Блакмана (Южная Африка)
- Выступление Тевфика Туби (Израиль)
- Выступление Юмджииа Цеденбала (Монголия)
- Выступление Отто Нушке (Германия)
- Выступление Альберта Кана (США)
- Выступление Мирзо Турсун-заде (СССР)
- Выступление Пабло Неруды (Чили)
- Выступление Фернана Винь (Франция)
- Выступление Константина Симонова (СССР)
- Заявление Пабло Пикассо по вопросу о международных премиях мира (Франция)
- Доклад председателя организационной комиссии конгресса Ги де Буассона
- Доклад председателя комиссии по выработке манифеста конгресса Луи Арагона
- Заключительная речь Ива Фаржа
- Выступление Висенте Ломбарде Толедано (Выражение благодарности Франции)